# Petraliella elongata
Petraliella elongata är en mossdjursart som beskrevs av Ferdinand Canu och Ray Smith Bassler 1929. Petraliella elongata ingår i släktet Petraliella och familjen Petraliellidae. Inga underarter finns listade i Catalogue of Life.